# Felsőzboró
Felsőzboró (szlovákul Zborov nad Bystricou) község Szlovákiában, a Zsolnai kerületben, a Csacai járásban.

## Fekvése
Zsolnától 26 km-re északkeletre, a Beszterce-patak partján fekszik.

## Története
A falu alapítása a 16. századi pásztornépek betelepítésének köszönhető, akik főként a mai Karásznó környékéről érkeztek. A község nevét 1536-ban említik először mint a Zbora hegy alatti települést. 1580-ban „Zborotek”, illetve „Zborowa” alakban fordul elő. A 17. században a sztrecsnói váruradalom része. 1662-ben „Zborow” alakban említik, ekkor a község élén a falusi bíró állt, a faluban 20 háztartás volt. 1720-ban malommal és 20 háztartással rendelkezett. 1728-ban 19 házában 520 lakos élt. 1770-ben 130 paraszti háztartása volt, ezen kívül 5 zsellér, 9 nincstelen és 13 módosabb gazdálkodó család élt itt, továbbá a faluban malom is működött. 1784-ben 158 házában 175 család és 922 lakos élt.
A 18. század végén Vályi András így ír róla: „ZBOROV. Tót falu Trentsén Várm. földes Ura Hg. Eszterházy Uraság, fekszik Kraszának szomszédságában, mellynek filiája; földgye sovány.”
1828-ban 207 házában 1656 lakos élt. 1850-ben 1670 lakosa volt és iskolája is működött. Lakói mezőgazdasággal, állattartással, háziiparral foglalkoztak.
Fényes Elek 1851-ben kiadott geográfiai szótárában így ír a faluról: „Zborov, Trencsén m. népes tót falu, közel a gallicziai határszélhez: 1652 kath., 20 zsidó lak. Fenyvese, s más erdeje szép, és nagy legelője hasznos levén, jó sajtot készit, patakjában pedig kedves izü pisztrángot fog. F. u. h. Eszterházy. Ut. p. Zsolna.”
A trianoni diktátumig Trencsén vármegye Kiszucaújhelyi járásához tartozott.
Lakói mezőgazdasággal, idénymunkákkal, kézművességgel, főként szövéssel és kosárfonással foglalkoztak. 1945 után faházai helyett új téglaházak épültek.

## Népessége
| Év:            | 1994. | 2004.   | 2014.   | 2024.   |
| -------------- | ----- | ------- | ------- | ------- |
| Emberek száma: | 2137  | 2282    | 2253    | 2137    |
| Eltérés:       |       | +6,78 % | -1,27 % | -5,14 % |

| Év:            | 2023. | 2024.   |
| -------------- | ----- | ------- |
| Emberek száma: | 2142  | 2137    |
| Eltérés:       |       | -0,23 % |

1910-ben 1607-en lakták, ebből 1602 szlovák, 4 német és 1 magyar anyanyelvű volt.
2001-ben 2236 lakosából 2210 szlovák volt.
2011-ben 2228 lakosából 2179 szlovák volt.

## Nevezetességei
- A falu közepén álló modern római katolikus temploma 1971-ben épült.
- Későbarokk kápolnája 1870-ben a Rózsafüzér királynője tiszteletére épült.

## Külső hivatkozások
- Községinfó
- Felsőzboró története (szlovákul)
- Felsőzboró Szlovákia térképén
- E-obce.sk